# Chiesa di San Giovanni Battista (Taleggio)
La chiesa di San Giovanni Battista è il principale luogo di culto cattolico della località di Sottochiesa, frazione di Taleggio in provincia e diocesi di Bergamo; fa parte del vicariato di San Giovanni Bianco-Sottochiesa.

## Storia
La primitiva chiesa fu costruita nel XIII secolo nella località Sottochiesa, ma solo nel 1478 fu edificata la chiesa dedicata a san Giovanni Battista e apparteneva alla diocesi di Milano. Il passaggio alla diocesi orobica fu conseguente alla nuova definizione dei confini diocesani. La chiesa era di dimensioni molto piccole a unica navata, il tetto sorretto da tre archi e consacrata dal vescovo suffraganeo dell'arcivescovo di Milano il Milano il 14 ottobre 1484. La chiesa fu eretta canonicamente a parrocchiale con decreto dell'arcivescovo di Milano Giovanni Arcimboldi del 22 aprile 1494 dopo lo smembramento dalla chiesa matrice di Sant'Ambrogio della località Pizzino.
La chiesa fu visitata da san Carlo Borromeo il 19 ottobre 1566, e dalla sua relazione si evince che la chiesa era povera seppure ben tenute, ordinò che “Si facciano, un bel tabernacolo in legno, che sia bello e indorato e venga posto sopra l’altare maggiore. Si restauri la chiesa al più presto”. Nel 1612 la chiesa fu oggetto di un importante restauro con nuovi decori finanziati dal nobile Bartolomeo Salvioni abitante nel borgo Sana Rosa. La chiesa però non rispondeva più alle necessità della comunità si decise la sua riedificazione. I lavori iniziarono nel 1731 e terminarono nel 1736.
Il passaggio iniziò con l'intervento della Sacra Congregazione concistoriale dei vescovi nel 1784, autorizzazione poi completata con la bolla pontificia del 13 novembre 1786 di papa Pio VI, e nel 1787 dalle autorità ecclesiastiche dell'episcopio.
Nel Novecento l'edificio fu restaurato e il 16 settembre 1911 fu nuovamente consacrato dal vescovo di Bergamo Giacomo Radini-Tedeschi che fece dono delle reliquie dei santi Prospero e Innocente che furono sigillate nella nuova mensa dell'altare maggiore. La chiesa mantenne l'antica intitolazione a san Giovanni Battista. Nel biennio 1914-1915 fu costruito il nuovo campanile su progetto dell'architetto Luigi Angelini, mentre la facciata fu ultimata nel 1940 con la posa delle statue marmoree. Nella seconda metà del Novecento furono eseguiti lavori di consolidamento e ammodernamento con la posa del nuovo altare ligneo rivolto verso il popolo rispondente all'adeguamento liturgico delle chiese.
Con decreto del 27 maggio 1979 del vescovo Giulio Oggioni la parrocchiale è inserita nel vicariato locale di San Giovanni Bianco-Sottochiesa.

## Descrizione

### Esterno
L'edificio di culto è anticipato con un'ampia gradinata e si presenta con abside con orientamento nord-sud. La facciata è divisa da una cornice in due ordini. L'ordine inferiore è diviso in cinque sezioni da lesene complete di basamento e coronate da capitelli che reggono la cornice. La sezione centrale di misura più ampia, presenta il portale barocco con colonne che reggono il timpano semi-curvo spezzato che conserva nella parte centrale la cimasa. Le due sezioni laterali ospitano nelle nicchie le statue di sant'Ambrogio e di san Carlo Borromeo. Le due sezioni laterali sono minori e terminano con linee rampanti che si collegano alla sezione centrale.

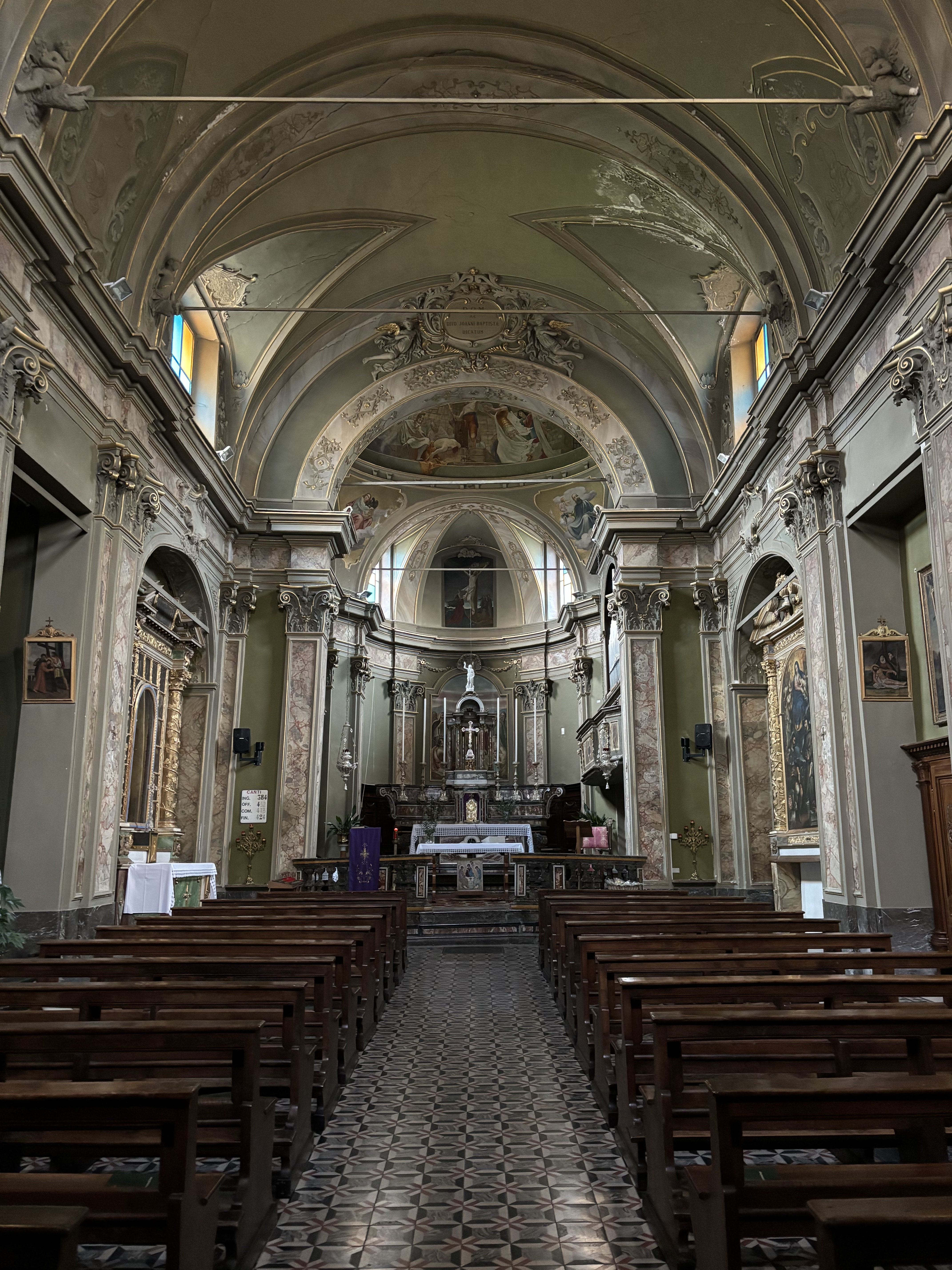
L'interno della chiesa

L'ordine superiore ha nella parte centrale un'apertura atta a illuminare l'aula di forma trilobata e strombata e laterali due nicchie con le statue dei santi Pietro e Giacomo Maggiore. Il frontone termina con il timpano triangolare dove è posta l'intitolazione della chiesa.

### Interno
L'interno a unica navata con volta a botte è divisa da lesene e contro-lesene in quattro campate. Le lesene sono complete di alto basamento in granito grigio san Benedetto e sono coronate da capitelli corinzi in stucco lucido che reggono la trabeazione e il cornicione che percorre tutta l'aula dove s'innesta la volta a botte con tre finestre.

La prima campata a sinistra presenta la cappella del battistero con vasca in marmo rosso e con copertura a tempietto ligneo, la tela del Battesimo di Gesù nelle acque del Giordano completa la cappella. Corrispondente a destra presso la controfacciata è presente la statua del santo titolare. La seconda campata conserva le tele raffigurante san Carlo Borromeo a sinistra e corrispondente quella dell'Adorazione dei Re Magi. La cappella dedicata al Sacro Cuore con l'ancora in marmi policromi è posta nella terza campata a sinistra. Corrispondente l'ingresso laterale con la tela raffigurante San Sebastiano. A sinistra della quarta campata vi è l'altare intitolato alla Madonna del Santo Rosario con le tele dei Misteri nell'ancona lignea risalenti al 1648. Di fronte, realizzato con la medesima fattura del precedente, troneggia l'altare (ora senza mensa) contenente la pala di Andrea Vicentino, raffigurante la Vergine, tra i santi Francesco, Rocco e cecilia, acquistata grazie alla famiglia Salvioni nel 1581. 

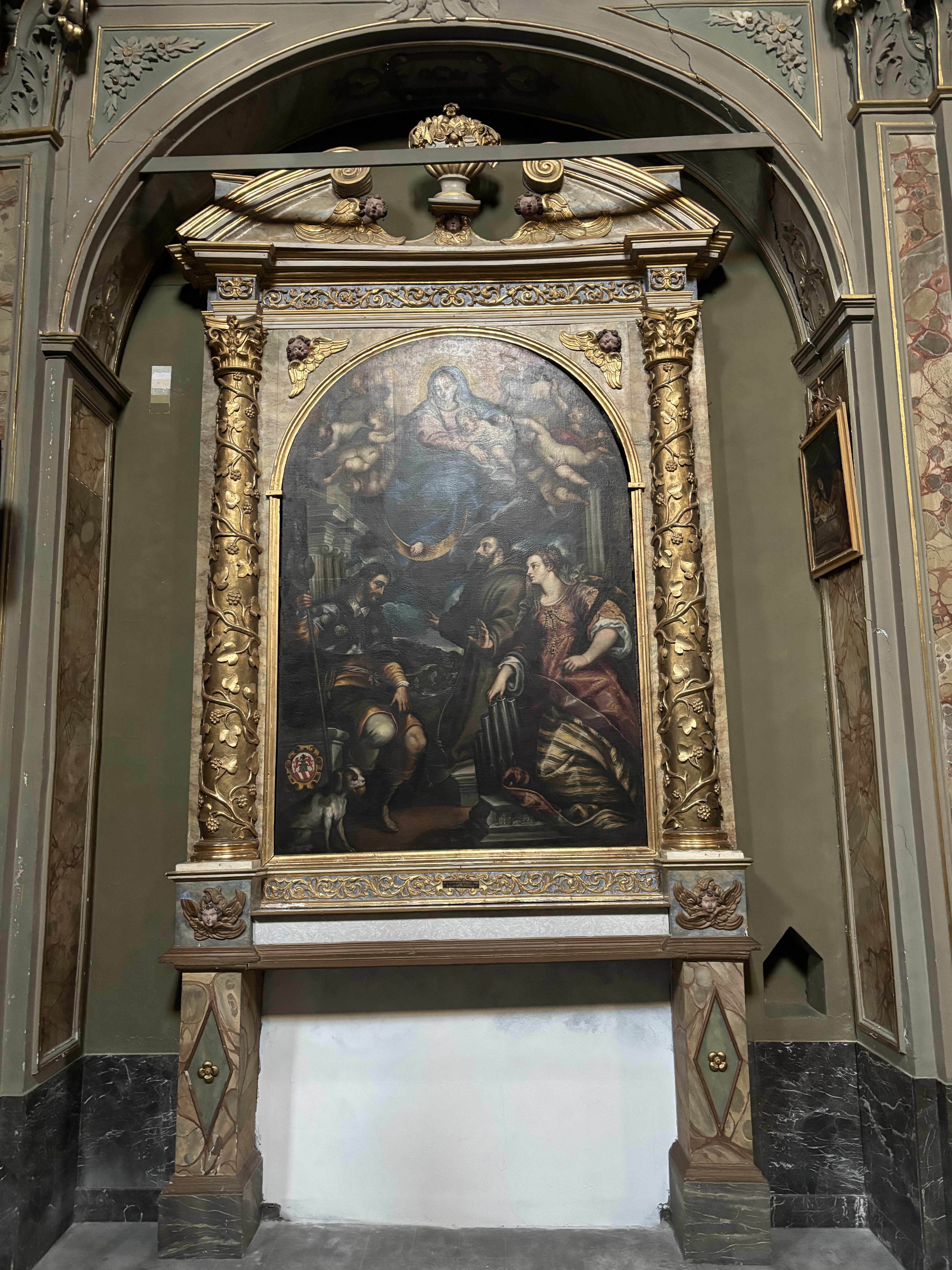
Andrea Vicentino, Vergine tra i Santi Francesco, Rocco e Cecilia, 1581

La zona presbiteriale preceduta dall'arco trionfale e da tre gradini è delimitata da due balaustre in marmo di fattura milanese e ha copertura da tazza ellittica. Il catino absidale completa il coro.